# Impression management
L'impression management (lett. "gestione dell'impressione") è il processo attraverso il quale gli individui tentano di controllare l'impressione che lasciano negli altri. Questo concetto è stato introdotto da Erving Goffman nel 1959, e si è diffuso a partire dal 1967. 
L'impression management trova applicazione in diversi campi, persino nel calcio: ad esempio, durante una partita importante, un calciatore potrebbe volersi mettere nella migliore luce possibile per fare bella impressione sugli osservatori che guardano la partita. L'atleta in questione cercherà di dimostrare le sue abilità mettendosi in mostra. L'obbiettivo, infatti, potrebbe essere di impressionare l'osservatore in modo da massimizzare le proprie possibilità di essere reclutato, piuttosto che vincere la partita.
L'impression management può essere identificato anche come self-presentation (lett. autopresentazione), il processo in cui una persona cerca di manipolare la percezione che gli altri hanno della sua immagine. Il concetto di impression management è stato messo in pratica per la prima volta nella face-to-face communication (lett. comunicazione faccia a faccia), ma poi si è espanso anche nel campo della computer-mediated communication (lett. comunicazione mediata da computer). Il concetto di impression management è applicabile nei campi di studio come la psicologia e la sociologia, e anche in campi più pratici come nella comunicazione aziendale e nei media. 

## Storia
Il principio dell'impression management è stato introdotti da Ervin Goffman nel suo libro "The Presentation of Self in Everyday Life". La teoria è basata sul processo in cui una persona cerca di manipolare la percezione che gli altri hanno della sua immagine basandosi sui propri obbiettivi. Goffman ha deciso di concentrarsi sul comportamento delle persone nella loro quotidianità, e l'effetto che essi hanno sugli altri. Si è particolarmente concentrato sul fatto di come una persona controlli come gli altri creino un'impressione di loro stessi.

## Campi di applicazione

### Face-to-face communication

#### Sé, identità sociale e interazione sociale
Lo psicologo sociale Edward E. Jones ha portato lo studio dell'impression management nel campo della psicologia negli anni '60. Così facendo, ha anche ampliato il principio dell'impression management, includendo il tentativo delle persone di modificare la percezione che gli altri hanno delle loro caratteristiche. Grazie al suo lavoro, che ha ottenuto molto successo, l'impression management si è diffuso tra la gente come un processo interpersonale fondamentale.
La percezione del sé è importante nell'impression management dato che le immagini che le persone hanno di loro stessi formano e sono formate dalle interazioni sociali. Il nostro self-concept (Lett. concetto di sé) si sviluppa grazie all'esperienza sociale nelle prime fasi della nostra vita. Schenkler, nel 1980, suggerisce ulteriormente che i bambini riescono ad anticipare l'effetto che il loro comportamento avrà sugli altri e come gli altri lo valuteranno. I bambini, infatti, hanno la capacità di controllare l'impressione che gli altri hanno di loro, e così facendo stanno manipolando i risultati ottenuti dalle interazioni sociali.
Social identity (lett. Identità sociale) si riferisce a come le persone vengono considerate e valutate nelle interazioni sociali. Gli individui usano le strategie dell'impression management con lo scopo di influenzare la percezione della propria identità sociale che trasmettono agli altri. L'identità che l'individuo crea influenza i propri comportamenti agli occhi degli altri, il modo in cui vengono trattati da parte degli altri e i risultati che ricevono. Pertanto, nei propri tentativi di manipolare l'impressione che gli altri formano di loro, le persone giocano un ruolo importante nel controllare i propri risultati sociali.
Social interaction (lett. interazione sociale) è il processo per cui noi agiamo e reagiamo a ciò che ci circonda. In breve, l'interazione sociale include le azioni che le persone eseguono l'uno verso l'altro e la risposta che viene data in cambio. La funzione che c'è alla base della self-presentation serve a precisare la natura di una situazione sociale (Goffman, 1959). I ruoli sociali influenzano la maggior parte delle interazioni sociali. Ogni persona ha un ruolo da interpretare, e l'interazione procede senza intoppi quando questi ruoli vengono messi in atto in modo efficace. Le persone si sforzano di creare delle impressioni di loro stessi che rimangano impresse nella mente di altri, così da ottenere ricompense materiali o sociali (o per evitare punizioni materiali o sociali).

### Computer mediate communication
Il modello interpersonale della computer-mediate-communication (lett. comunicazione mediata da computer) nota anche come "CMC" afferma che l'utente usufruisce delle tecnologie date dalla CMC per incrementare il messaggio che esse costruiscono per manipolare le impressioni da lui trasmesse e facilitare le relazioni da lui desiderate. L'aspetto che viene considerato più importante che riguarda la CMC è il fatto di come essa riveli elementi basici della comunicazione interpersonale. Questo porta a mettere a fuoco cosa accade man mano che le persone si incontrano virtualmente e sviluppano delle relazioni, le quali si basano su dei messaggi scritti che vengono usati al fine di funzionare come il meccanismo primario di comunicazione. Nella modalità tradizionale le caratteristiche fisiche, come la voce e come l'apparenza di una persona, forniscono la maggior parte delle informazioni su cui le persone si basano per sviluppare una prima impressione faccia a faccia, ma alcune di queste non sono disponibili nella CMC. Diversi punti di vista sulla CMC affermano che la mancanza di comunicazione e segnali verbali riducono le abilità della CMC di incoraggiare la gestione e la formazione dell'impressione. O comunque le impressioni sostenute si sviluppano ma facendo affidamento solo sul linguaggio e sui contenuti dati. Uno degli approcci che descrive il modo in cui le capacità tecnologiche della CMC funzionano è il modello interpersonale (Walther, 1996).  Come destinatari, gli utenti della CMC creano un'immagine del compagno da loro desiderato basandosi sulle circostanze o elementi di messaggi che suggeriscono somiglianze minime o desiderio reciproco. Come mittenti, gli utenti della CMC si "auto-presentano" in modo selettivo, rivelando atteggiamenti e aspetti del sé in un ambiente controllato e socialmente desiderabile. I metodi della CMC permettono di facilitare il modo di sintonizzare le distrazioni ambientali e riassegnare le risorse cognitive al fine di incrementare ulteriormente la composizione del messaggio che si vuole mandare. Infine, la CMC può creare anelli di retroazione dinamici in cui le aspettative sono esagerate, e ridistribuite attraverso l'interazione reciproca attraverso i processi di comunicazione collegati alle distorsioni precedentemente identificate.

## Manipolazione ed etica
Nel business, la gestione dell'impressione normalmente coinvolge qualcuno che cerca di controllare l'immagine che un portatore di interessi significativo ha di loro. L'etica dell'impression management è stata oggetto di accesi dibattiti su se si dovrebbe vedere come un'auto-rivelazione efficace o come una manipolazione cinica. Delle persone insistono che l'impression management può rivelare la vera versione del sé adottando la strategia della trasparenza, che può essere considerata come una sorta di apertura. Questo perché la trasparenza è può essere ottenuta facilmente e perché produce informazioni del valore sul pubblico, cambia la natura dell'impression management da essere una manipolazione cinica a essere un adattamento utile.
La segnalazione della virtù viene usata all'interno dei gruppi per criticare i propri membri per la valutazione dell'aspetto esteriore rispetto all'azione sostanziale (che ha un'esistenza reale o permanente, piuttosto che apparente o temporanea).
La manipolazione psicologica è un tipo di influenza sociale che mira al cambiamento del comportamento o della percezione degli altri attraverso tattiche subdole o ingannevoli. Avanzando nell'interesse del manipolatore, spesso tali metodi potrebbero essere considerati sfruttatori, abusivi, subdoli e ingannevoli. Il processo di manipolazione comporta il portare una vittima inconsapevole sotto il dominio del manipolatore, spesso usando l'inganno e usando la vittima per servire i propri scopi.
Il machiavellismo è un termine che alcuni psicologi sociali e della personalità usano per descrivere la tendenza di una persona ad essere non emotivo, e quindi in grado di distaccarsi dalla moralità convenzionale e quindi di ingannare e manipolare gli altri.
Un sofisma è un argomento specioso per mostrare l'ingenuità nel ragionamento o per ingannare qualcuno. Un sofista è una persona che ragiona con argomentazioni intelligenti ma fallaci e ingannevoli.
Gergo aziendale diversamente noto come corporate talk, gestione aziendale, gergo lavorativo, o commerciale, è il gergo usato spesso in grandi aziende, burocrazie e ambienti di lavoro simili. L'uso del gergo aziendale, è criticato per la sua mancanza di chiarezza e per la sua noia, rendendo difficile il significato e l'intenzione opaca e la comprensione.